# Kajak (Band)
Kajak ist eine deutsche Popband aus Hamburg.

## Geschichte
Die Band wurde 1999 von den aus Bad Salzuflen stammenden Brüdern Andreas Reth und Matthias Rothaug gegründet, nachdem sie zuvor in zahlreichen Hamburger Bands gespielt hatten. In Bad Salzuflen hatten sie bei den Bands Der Fremde und Time Twisters aus dem Umfeld des Fast-Weltweit-Label gewirkt. 2002 veröffentlichten Kajak ihr erstes Album Haus der Jugend. 2003 verließ Andreas Reth die Band, Matthias Rothaug arbeitete daraufhin alleine weiter. Das Album Tief Drinnen - Weit Draußen erschien am 17. Februar 2006. 

## Diskografie
- 2002: Haus der Jugend
- 2006: Tief Drinnen - Weit Draußen (Sunday Service)